# Kameralamt Neresheim
Das Kameralamt Neresheim war eine Einrichtung des Königreichs Württemberg, die im Amtsbezirk Besitz und Einkommen des Staates verwaltete. Es bestand von 1810 bis 1811 in Neresheim. Das Kameralamt wurde im Rahmen der Neuordnung der Staatsfinanzverwaltung im Königreich Württemberg geschaffen.

## Geschichte
Das 1810 geschaffene Kameralamt Neresheim wurde 1811 wieder aufgelöst und der Amtsbezirk wurde unter die Kameralämter Kapfenburg, Heidenheim und Aalen aufgeteilt.